# Tuar
Tuar ou Automobiles Tuar, aussi appelée Garage Moderne, est une entreprise de construction automobile située à Thouars, active de 1913 à 1925. Au total, la société produit 150 voitures seulement, mais laisse une empreinte importante dans l'histoire de la ville.

## Historique

### Création de Tuar
Adrien Morin, futur créateur de Tuar, naît le 8 mai 1880 à Brion-près-Thouet. Passionné par l'automobile qui fait alors ses débuts, il rejoint un cousin ingénieur dans le secteur de la construction automobile à Paris. Lorsque celui-ci crée sa propre entreprise en 1904, il est suivi par Adrien Morin, qui participe en tant que pilote à ses premières courses automobiles. 
En 1909, il s'installe à son compte à Boulogne-sur-Seine (actuellement Boulogne-Billancourt) et son garage a un grand succès. Il le revend pour s'installer à Thouars où il implante sa nouvelle entreprise. Le Garage Moderne répare des véhicules motorisés, vend et entretient des cycles. Mais son activité principale reste la production de véhicules automobiles, les voitures Tuar. L'atelier de production ouvre en mars 1912 et fabrique ses deux premiers véhicules, les modèles 1A et 2B. Montés sur des châssis Milcet et Blin, modernes, à la finition soignée, ils peuvent atteindre 48 km/h. 

### 1914-1920: arrêt puis reprise de la production
Cependant, alors que les commandes affluent, le début de la Première Guerre mondiale oblige la société à fermer. Adrien Morin est enrôlé comme officier et chargé de produire des obus dans son usine réquisitionnée pour l'industrie de défense. Avant même la fin de la guerre, l'usine s'agrandit et la production est relancée en 1918. Les modèles 1A et 2B sont produits jusqu'en 1920, avant que Tuar passe à des véhicules plus récents, avec les modèles B1, B2 et B3. Au début des années 1920, environ 35 ouvriers travaillent dans les ateliers Tuar.

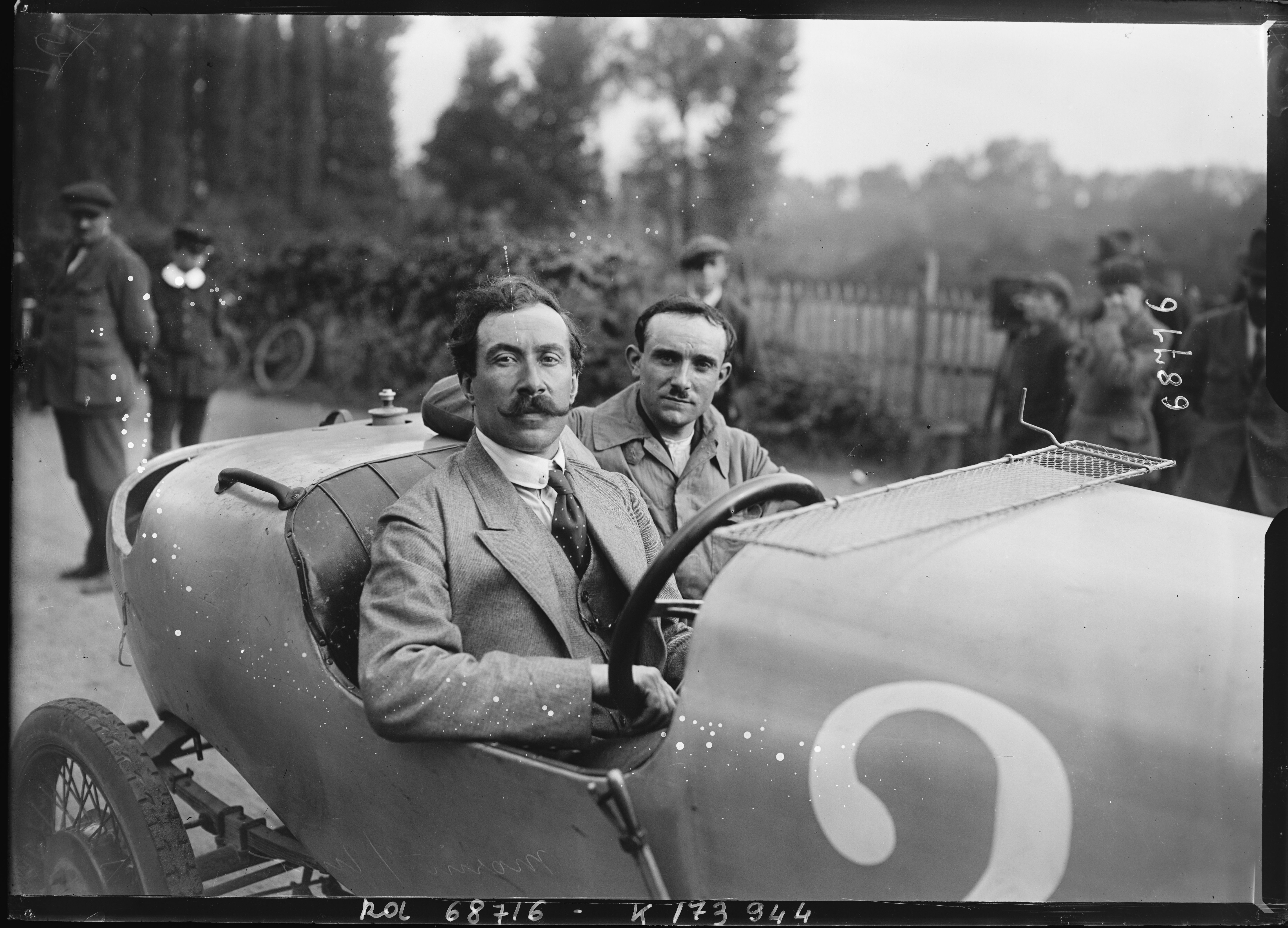
Adrien Morin au volant d'une Tuar de course au Mans, en septembre 1921.

En mai 1920, Adrien Morin s'associe aux frères Goubin qui sont chargés de commercialiser les voitures Tuar. Ils échangent leurs locaux en mars 1921 pour être plus efficaces et la production se maintient, avec de bons résultats pour les trois modèles proposés à la vente. En parallèle, Adrien Morin participe à de plus en plus de courses automobiles dans le Grand Ouest ; il décide de mettre au point un modèle spécialement conçu pour cette discipline : la Tuar de course 6HP. 

### Déclin de l'entreprise
La participation à des courses automobiles n'est pas un vecteur suffisant de ventes pour Tuar et Adrien Morin doit se recentrer sur ce qui a fait le succès de l'entreprise. En 1922, il sort le modèle C3, plus moderne, mais qui ne sera produit qu'à un seul exemplaire, un prototype. En 1924, il essaie à nouveau avec le modèle D1 mais c'est un échec. L'entreprise ne parvient plus à faire face à la concurrence d'autres firmes et il se résout à fermer en 1925, en revendant les différentes branches de sa société.

## Héritage et postérité
De 1913 à 1914 et de 1918 à 1924, l'entreprise n'a été en activité que pendant 7 années, durant lesquelles seulement 150 véhicules sont sortis des usines Tuar.
Les automobiles Tuar attirent peu les photographes et il ne reste pas beaucoup d'images des voitures en fonctionnement. Cependant certaines roulent encore plusieurs décennies plus tard, notamment au moment de la Libération, en 1944. Au XXIe siècle, seulement un véhicule Tuar existe toujours, un châssis de modèle B3 retrouvé en très mauvais état et restauré par un passionné, Daniel Fouchereau. À l'exception de cet exemplaire conservé au musée Henri-Barré, aucun musée automobile ne possède de voiture Tuar.
Certains des bâtiments qui composaient les ateliers Tuar sont transformés par les frères Goubin en un lieu de vente coopératif, avant que la ville de Thouars en devienne propriétaire et les reconvertisse en un foyer laïque et d'autre équipements. Une autre partie des infrastructures devient en 1976 la médiathèque et le centre culturel Jacques Prévert de Thouars. En septembre 2023, le Garage Moderne d'Adrien Morin est labellisé « lieu de l'histoire automobile ». 
Une association est créée, le Tuar Automobile Club, composée de propriétaires et passionnés de véhicules de collection. Affiliée à la Fédération française des véhicules d'époque, elle participe à entretenir la mémoire des automobiles Tuar.